# Megachile regina
Megachile regina là một loài Hymenoptera trong họ Megachilidae. Loài này được Cheesman mô tả khoa học năm 1938.